# Hydrodessus soekhnandanae
Hydrodessus soekhnandanae là một loài bọ cánh cứng trong họ Bọ nước. Loài này được Makhan miêu tả khoa học năm 1994.